# ひとりじゃない (アルバム)
ひとりじゃないは、花奈のミニアルバムである。2009年2月6日リリース。

## 概要
2004年に解散したdicotのメンバーのかなが花奈としてソロ復帰したデビューアルバムである。
- 曲のプロデュースとアレンジは花奈と同じ福岡出身の内田敏夫（The LOVE）。
- キャッチコピーは～すべてのひとりぼっちの君へ～。

## 収録曲
作詞・作曲は全曲花奈本人が行っている。
1.星の降る夜（4：01）
- 2010年8月より山梨県の太陽光発電システム業者・環境エンジニアのローカルCMで使用。

2.好き（4：27）
- 歌詞中、「好き」という語が22回登場し、好きという気持ちをストレートに表現している。

3.へたれ野郎（4：13）
- 星の降る夜同様、環境エンジニアのCMで使用。

4.光（3：42）
5.桜～君のいた春～（4：39）

## ミュージシャン
- 内田敏夫（The LOVE）…エレクトリックギター・アコースティックギター・グロッケンシュピール・メロトロン・パーカッション
- 中村勝男（The LOVE）…ベース
- 入倉良…ドラム
- 荒井旭…ピアノ・オルガン

## イベント
- 本アルバム発売日の2009年2月6日に東京・渋谷でデビュー記念ライブを開催した。
- 同年2月14日には茨城県つくば市のクレオスクエアQ'tでインストアライブを行った。
- 2010年9月現在、花奈の公式サイトで、全曲試聴することができる。